# NFL Draft 2010

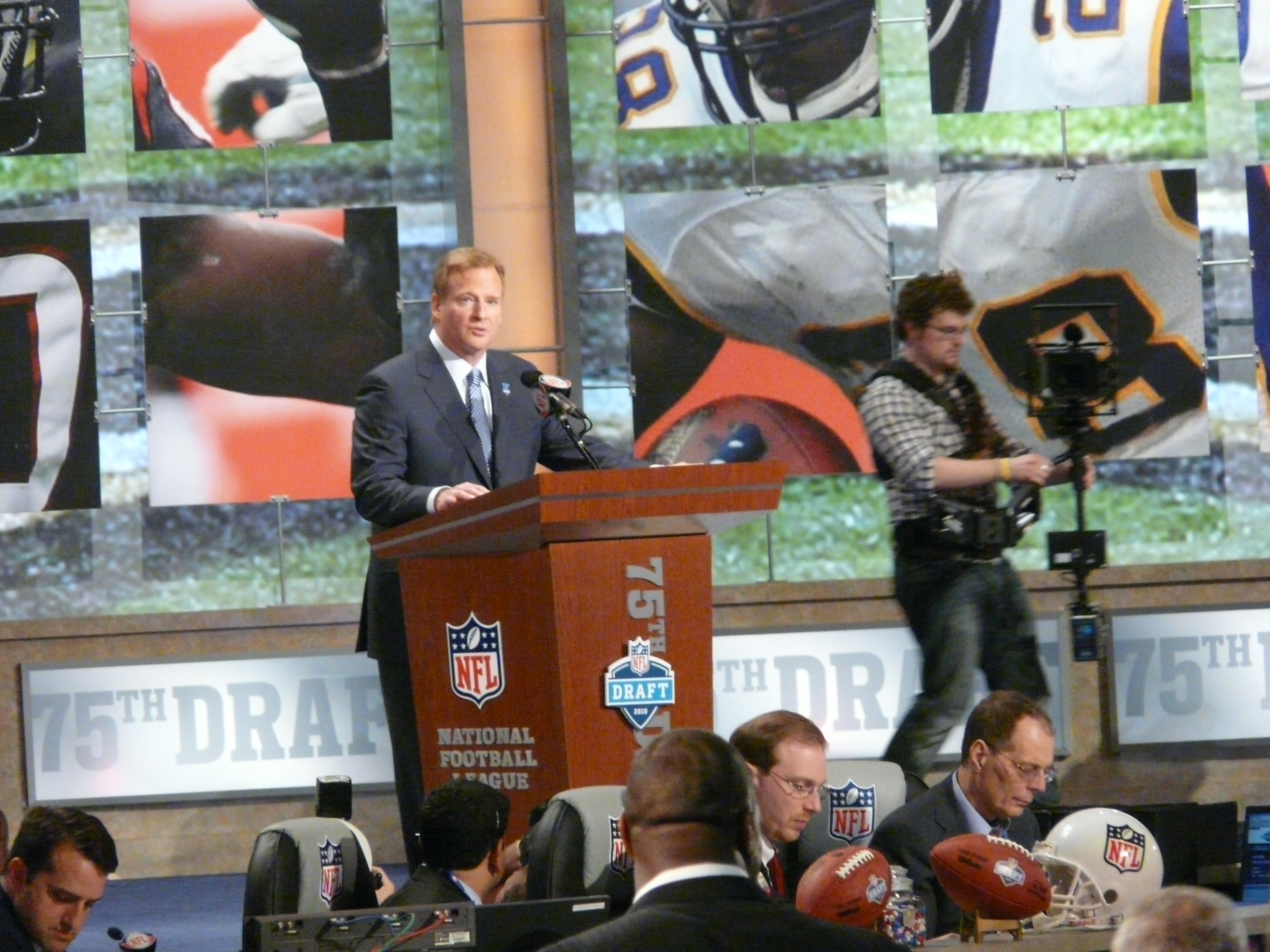
Commissioner Goodell tijdens de draft.

De NFL Draft is een jaarlijks terugkerend evenement waarin 32 teams uit de Amerikaanse NFL, de nationale American Football League, de kans krijgen vers talent, dat veelal vanuit de universiteiten afkomt, toe te voegen aan hun selectie. De draft duurt twee dagen en vindt traditiegetrouw plaats achter in de maand april.

## 2010 NFL Draft
De St. Louis Rams beschikten over de first overall pick. Na een 1-15 seizoen bleek dat de Rams een nieuwe quarterback nodig hadden, deze vonden ze in Heisman Trophy winnaar Sam Bradford die zijn universitaire carrière speelde bij de Oklahoma Sooners.

## Eerste Ronde
| Pick | Team                 | Pos | Speler             | College                  |
| ---- | -------------------- | --- | ------------------ | ------------------------ |
| #1   | St. Louis Rams       | QB  | Sam Bradford       | University of Oklahoma   |
| #2   | Detroit Lions        | DT  | Ndamukong Suh      | University of Nebraska   |
| #3   | Tampa Bay Buccaneers | DT  | Gerald McCoy       | University of Oklahoma   |
| #4   | Washington Redskins  | OT  | Trent Williams     | University of Oklahoma   |
| #5   | Kansas City Chiefs   | CB  | Eric Berry         | University of Tennessee  |
| #6   | Seattle Seahawks     | OT  | Russel Okung       | Oklahoma State           |
| #7   | Cleveland Browns     | CB  | Joe Haden          | University of Florida    |
| #8   | Oakland Raiders      | LB  | Rolando McClain    | University of Alabama    |
| #9   | Buffalo Bills        | RB  | C.J. Spiller       | Clemson-universiteit     |
| #10  | Jacksonville Jaguars | DT  | Tyson Alualu       | University of California |
| #11  | San Francisco 49ers  | OT  | Anthony Davis      | Rutgers University       |
| #12  | San Diego Chargers   | RB  | Ryan Mathews       | Fresno State             |
| #13  | Philadelphia Eagles  | DE  | Brandon Graham     | University of Michigan   |
| #14  | Seattle Seahawks     | S   | Earl Thomas        | University of Texas      |
| #15  | New York Giants      | DE  | Jason Pierre-Paul  | South Florida            |
| #16  | Tennessee Titans     | DE  | Derrick Morgan     | Georgia Tech             |
| #17  | San Francisco 49ers  | G   | Mike Iupati        | University of Idaho      |
| #18  | Pittsburgh Steelers  | C   | Maurkice Pauncey   | University of Florida    |
| #19  | Atlanta Falcons      | LB  | Sean Wheatherspoon | Missiouri                |
| #20  | Houston Texans       | CB  | Kareem Jackson     | University of Alabama    |
| #21  | Cincinnati Bengals   | TE  | Jermaine Gresham   | University of Oklahoma   |
| #22  | Denver Broncos       | WR  | Demayrius Thomas   | Georgia Tech             |
| #23  | Green Bay Packers    | OT  | Bryan Bulaga       | Iowa                     |
| #24  | Dallas Cowboys       | WR  | Dez Bryant         | Oklahoma State           |
| #25  | Denver Broncos       | QB  | Tim Tebow          | University of Florida    |
| #26  | Arizona Cardinals    | DT  | Dan Williams       | University of Tennessee  |
| #27  | New England Patriots | CB  | Devin McCourty     | Rutgers University       |
| #28  | Miami Dolphins       | DT  | Jared Odrick       | Penn State University    |
| #29  | New York Jets        | CB  | Kyle Wilson        | Boise State              |
| #30  | Detroit Lions        | RB  | Jahvid Best        | University of California |
| #31  | Indianapolis Colts   | DE  | Jerry Hughes       | TCU                      |
| #32  | New Orleans Saints   | CB  | Patrick Robinson   | Florida State University |